# Diego de Tui
Diego va ser un religiós del regne d'Astúries, bisbe de Tui aproximadament entre els anys 882 i 906.
Alfons I d'Astúries havia conquerit novament la ciutat de Tui vers el 740, però fins al 915 els bisbes, ara titulars, de Tui, van residir a la diòcesi d'Iria Flavia. Diego és el primer d'aquests bisbes titulars documentat després de la invasió musulmana de la península Ibèrica. Entre els autors antics, hi ha hagut nombroses confusions sobre l'existència de més d'un Diego, però Flórez afirma que només hi ha un únic bisbe anomenat així al segle ix. És esmentat com Didacus Tudensis en el Cronicó de Sampiro, com un dels assistents a la consagració de l'església de Sant Jaume Apòstol, el maig del 899, manada construir pel rei Alfons III d'Astúries. L'abril de l'any següent també és present en el Concili d'Oviedo, on es va elevar aquesta seu a metropolitana.
Com la majoria d'esglésies del regne eren pobres, i molts dels prelats no tenien més que el seu títol, es van assignar algunes parròquies a aquests titulars. En el cas de Tui, que aleshores encara era una localitat deserta i sense repoblar, a Diego, juntament amb l'arquebisbe de Braga i el bisbe de Dume, se li va atorgar la parròquia de Santa Maria de Lugo.